# Gunnar Holmström
Johan Gunnar Holmström, född 23 april 1874 i Stockholm, död 30 augusti 1933 i Klara församling i Stockholm, var en svensk elektroingenjör och telegraftjänsteman.
Holmström blev student 1892 och utexaminerades från Kungliga Tekniska högskolans avdelning för elektroteknik 1896. Redan 1892 elev vid Telegrafverket, blev han extra ordinarie telegrafassistent 1893 och ordinarie 1897. Sedan 1894 lärare vid Telegrafverkets undervisningsanstalt, blev han 1898 tillförordnad och 1902 ordinarie föreståndare för denna anstalt samt 1920 byrådirektör vid Telegrafstyrelsens trafikbyrå. Han var dessutom lärare i fysik vid Artilleri- och ingenjörshögskolan från 1906 och vid Sjökrigshögskolan från 1908.
Holmström utbildade Sveriges första radiotelegrafister (1912) och var Telegrafstyrelsens ombud vid certifikatprov för fartygstelegrafister samt gjorde ett flertal uppfinningar inom radiotekniken, bland annat av starkströmsmikrofonen (tillsammans med överingenjör Carl Egnér, 1906–1911) och carbometern (tillsammans med bergsingenjör Gunnar Malmberg, 1915–1923). Han utgav Lärobok i telegrafi (1914), Handbok i radiotelegrafi (1915) samt skrev uppsatser bland annat i Nordisk familjebok. Gunnar Holmström är begravd på Norra begravningsplatsen utanför Stockholm.

## Fotnoter
1. 1 2  J Gunnar Holmström, Svenskt biografiskt lexikon, Svenskt Biografiskt Lexikon-ID: 13766, läs online.[källa från Wikidata]